# Nałęczów
Nałęczów è un comune urbano-rurale polacco del distretto di Puławy, nel voivodato di Lublino.
Ricopre una superficie di 62,86 km² e nel 2004 contava 9 549 abitanti.